# Б
La Б, minuscolo б, chiamata be, è la seconda lettera dell'alfabeto cirillico. Rappresenta la consonante occlusiva bilabiale sonora IPA /b/. In russo quando si trova in fine di parola viene desonorizzata e si pronuncia /p/. Appare simile ad un "6", e non dev'essere confusa con la lettera cirillica В che ha la forma della lettera latina B ma indica il suono della V italiana. Entrambe le lettere sono derivate dalla lettera greca Beta (Β, β).

In serbo e in macedone, la Be minuscola è spesso rappresentata in modo differente, simile a una Delta greca (δ), sia in stampatello sia in corsivo.

La Be in stampatello: maiuscolo, minuscolo standard, minuscolo serbo e macedone.

L'antico nome di Б era buki. Non possiede valori numerici.
| Lettera cirillica | Pronuncia IPA | Trascrizione scientifica | Trascrizione italiana | Trascrizione inglese | Trascrizione tedesca | Trascrizione francese |
| ----------------- | ------------- | ------------------------ | --------------------- | -------------------- | -------------------- | --------------------- |
| Б                 | /b/           | b                        | b                     | b                    | b                    | b                     |

## Posizione nei codici
| Nome carattere | Tipo      | Decimale | Esadecimale | Base otto | Binario          |
| Unicode        | Maiuscolo | 1041     | 0411        | 002021    | 0000010000010001 |
| Unicode        | Minuscolo | 1073     | 0431        | 002061    | 0000010000110001 |
| ISO 8859-5     | Minuscolo | 177      | b1          | 261       | 0010110001       |
| ISO 8859-5     | Maiuscolo | 209      | d1          | 321       | 0011010001       |
| KOI8           | Maiuscolo | 226      | e2          | 342       | 0011100010       |
| KOI8           | Minuscolo | 194      | c2          | 302       | 0011000010       |
| Windows-1251   | Maiuscolo | 193      | c1          | 301       | 0011000001       |
| Windows-1251   | Minuscolo | 225      | e1          | 341       | 0011100001       |

I corrispondenti codici HTML sono: &#1041; o &#x411; per il maiuscolo &#1073; o &#x431; per il minuscolo.